# Edward Feliks Ostrowski
Edward Feliks Wincenty Ostrowski (ur. 2 czerwca 1816 w Pakoszach, Wileńszczyzna, zm. 24 sierpnia 1859 w Rokitnie) – lekarz weterynarii i podróżnik polski. 
Studiował początkowo medycynę na Akademii Medyko-Chirurgicznej w Wilnie, w 1835 przeszedł na oddział weterynaryjny i po trzech latach uzyskał dyplom lekarza weterynaryjnego I klasy. Od 1839 pracował jako asesor weterynaryjny przy urzędzie lekarskim guberni mazowieckiej i kaliskiej. Od 1841 dyrektor szkoły weterynaryjnej w Warszawie, zastąpił zmarłego Fryderyka Jacoba. Od grudnia 1853 był profesorem Akademii Weterynarii w Charkowie. 
Ogłosił wiele prac, m.in. Zaraza płuc czyli zapalenie płuc panujące u bydła rogatego (1845, rozprawa na stopień starszego lekarza weterynaryjnego, nadany przez Radę Lekarską Królestwa Polskiego), Chirurgia weterynaryjna praktyczna, czyli wykład sposobów wykonywania pospolitszych operacyj na zwierzętach domowych do użytku lekarzy weterynaryjnych i gospodarzy (1845), Listy z podróży odbytej do stepów Kirgiz-Kajsackich (1859, 2 t.), Weterynaria gospodarska (1871). Opracował pierwszy na ziemiach polskich zbiór zarządzeń w sprawie zwalczania zaraz zwierzęcych ("Ustawa policji weterynaryjnej czyli przepisy mające na celu zapobieganie i uśmierzanie chorób panujących i zaraźliwych między zwierzętami domowymi", 1844).